# Afrotridactylus
Afrotridactylus is een geslacht van rechtvleugeligen uit de familie Tridactylidae. De wetenschappelijke naam van dit geslacht is voor het eerst geldig gepubliceerd in 1994 door Günther.

## Soorten
Het geslacht Afrotridactylus omvat de volgende soorten:
- Afrotridactylus ghesquierei Chopard, 1934
- Afrotridactylus koenigsmanni Günther, 1994
- Afrotridactylus madecassus Saussure, 1896
- Afrotridactylus meridianus Günther, 1994
- Afrotridactylus pallidus Chopard & Callan, 1956
- Afrotridactylus spiralatus Günther, 1994
- Afrotridactylus usambaricus Sjöstedt, 1910